# Alexander Bruce, 2. Earl of Kincardine

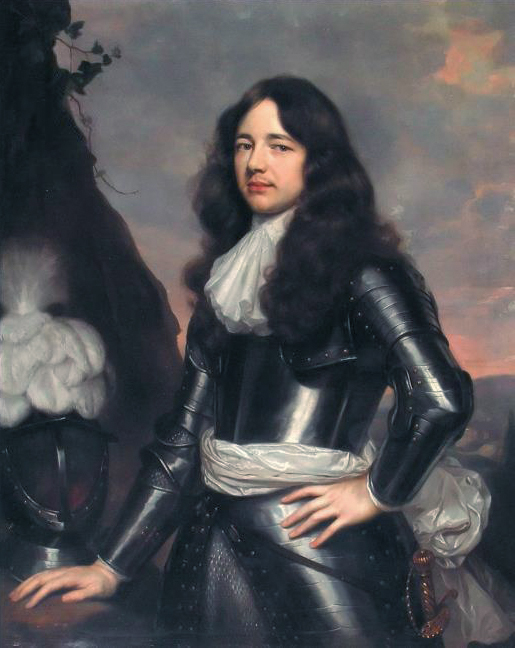
Alexander Bruce (1629–1680) (Johannes Mijtens, 1660–1670)

Alexander Bruce, 2. Earl of Kincardine FRS (* 1629; † 9. Juli 1680) war ein schottischer Erfinder, Adliger und Politiker. Der Freimaurer gehörte zu den Gründungsmitgliedern der Royal Society.

## Leben
Sein Großvater war Sir George Bruce, der mit Kohle- und Salzhandel reich geworden war und 1597 Culross Palace in Fife erbauen ließ. Seine Eltern waren George Bruce und seine Frau Mary geb. Preston. 1659 heiratete er Veronica van Aerssen, eine Schwester von François Cornelis van Aerssen van Sommelsdijk. Ihre Kinder waren Mary, Anne, Elizabeth, Charles und Alexander.
Alexander Bruce war naturwissenschaftlich interessiert und entwickelte eine Pendeluhr in Zusammenarbeit mit Christiaan Huygens. 1662 erbte er von seinem älteren Bruder Edward den Titel des Earl of Kincardine. Am 20. Juli 1667 ist er als Treasurer of Scotland erwähnt. Im selben Jahr war er zum Extraordinary Lord of Session des schottischen Court of Session berufen worden, ein Posten, den er bis zu seinem Tod innehatte. Er war auch schottischer Privy Counsellor (P.C.) zwischen 1674 und 1676.
Bruce gehörte 1660 zu den 12 Gründern der Royal Society und pflegte intensiven Briefkontakt zu deren Präsident Robert Moray, der wie er Freimaurer war.